# برلمان إسبانيا
برلمان إسبانيا (بالإسبانية: Cortes Generales، كورتيس خينيراليس أي المحاكم العامة) هو برلمان المملكة الإسبانية ويتألف من مجلسين بمجموع 614 عضو وهما المجلس الأعلى وهو مجلس الشيوخ 264 عضو، والمجلس الأدنى وهو مجلس النواب من 350 عضو. يمثل البرلمان السلطة التشريعية في إسبانيا ويمتلك سلطة سن القوانين وتعديلها كما لها سلطة تنقيح الدستور وتنصيب وعزل رئيس الحكومة.
ويجتمع مجلس النواب في مبنى مجلس النواب (بالإسبانية: Palacio de las Cortes) ويجتمع مجلس الشيوخ في مبنى مجلس الشيوخ (بالإسبانية: Palacio del Senado) وكلاهما يقع في مدريد. ويتم انتخاب كورتيس من خلال حق الاقتراع العام والحر والمتساوي والمباشر والسري، باستثناء بعض مقاعد مجلس الشيوخ التي تنتخبها الهيئات التشريعية في مناطق الحكم الذاتي انتخابا غير مباشر. ويتألف المجلس من 616 عضوا: 350 نائبا و 266 سيناتور في مجلس الشيوخ.
ويخدم أعضاء البرلمان الإسباني أربع سنوات ويمثلون الشعب الأسباني. وتنقسم المقاعد في كلا المجلسين حسب الدوائر التي تتوافق مع خمسين مقاطعة في إسبانيا بالإضافة إلى سبتة ومليلة. ماعدا جزر الكناري والبليار التي تشكل دوائر انتخابية مختلفة بمجلس الشيوخ.
وللبرلمان الحق في تثبيت أو رفض وعزل رئيس الوزراء وحكومته وبالتحديد فإن المرشح لرئاسة الوزراء يجب أن ينال أغلبية من الأصوات موافقة في البرلمان. وللمجلس أيضا الحق إقالة رئيس الوزراء من خلال التصويت على حجب الثقة. وله أيضا صلاحية سلطة إصدار أي إصلاح دستوري.
وقد شكل البرلمان الإسباني الحالي حسب الدستور الإسباني، إلا أن المؤسسة ذاتها لديها تاريخ طويل. فالبرلمان الذي سبقها كان كورتيس إسبانيول التابع للدكتاتور العسكري فرانثيسكو فرانكو.

## تاريخ الهيئة التشريعية الإسبانية

### عصر الإقطاع (قرن 8-12)

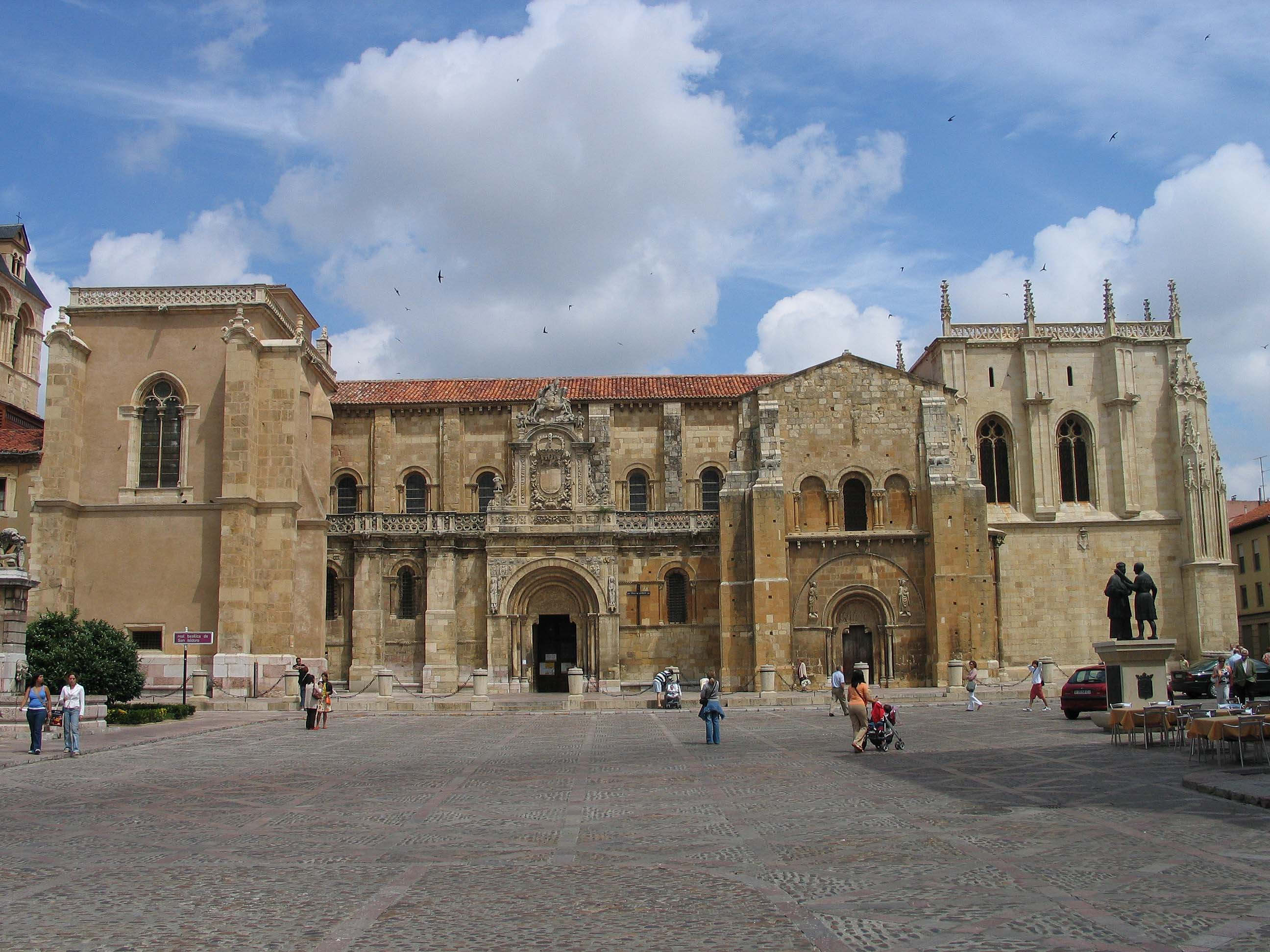
مبنى سانت إيسيدورو باسيليك، حيث كان كورتيس ليون ينعقد.

نشأ نظام كورتيس (البرلمان) في العصور الوسطى بأنه جزء من النظامالإقطاعي. وكان الكورتيس هو مجلس استشاري تألف من أقوى الشخصيات الإقطاعية المقربة من الملك. وكورتيس ليون هو أول هيئة برلمانية في أوروبا الغربية. وقد اندمج مجلسي ليون وقشتالة في سنة 1230 بالرغم من أن قوة كورتيس بدات تضعف. وكان الكورتيس يحتوي على ثلاث مبان منفصلة تضم رجال الدين والنبلاء والعامة على حدة. وللملك الحق في استدعاء الكورتيس أو صرفه، ولكن بما أن نبلاء الكورتيس يسيطرون على الجيش والخزينة المالية فإن الملك عادة يوقع معاهدات معهم لتمرير مشاريع قوانين للحرب مقابل تنازلات لهم وللكورتيس.

### ظهور البرجوازية (قرن 12-15)

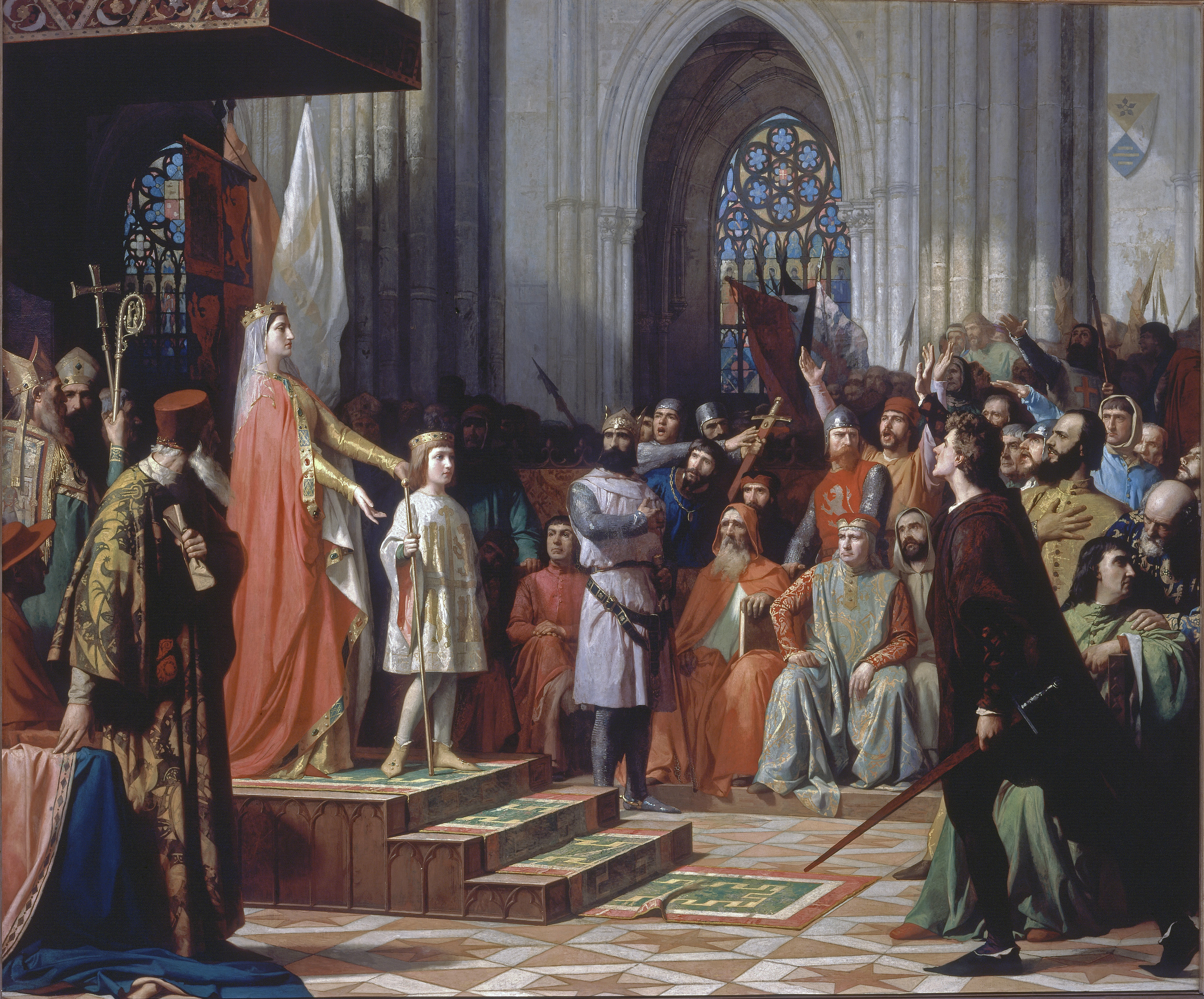
الملكة ماريا دي مولينا تقدم ابنها فرناندو الرابع في كورتيس بلد الوليد سنة 1295.

مع ظهور المدن حوالي القرن الثاني عشر، بدأت طبقة اجتماعية جديدة بالنمو: فالناس الذين عاشوا في المدن لم يكونوا أتباع الإمراء الإقطاعيين ولا النبلاء أنفسهم. بالإضافة إلى أن النبلاء أنفسهم عانوا من ظروف اقتصادية صعبة جدا بسبب حروب الإسترداد؛ فظهرت طبقة البرجوازية التي تمتلك المال وبالتالي لديها القوة. لذلك بدأ الملك في قبول ممثلي برجوازية المدن بدخول الكورتيس من أجل الحصول على المزيد من المال لحروب الإسترداد. فكانت مكاسبهم هي «الامتيازات للمدن»، فمنحها الملك ولسكانها الاستقلال الذاتي. وفي ذاك الوقت كان لدى الكورتيس القدرة على معارضة قرارات الملك، وبالتالي الفيتو الفعلي لهم. وبالإضافة إلى ذلك كان هناك بعض الممثلين (انتخبهم الكورتيس) يعملون مستشارين دائمين للملك حتى في غياب الكورتيس.

### الملوك الكاثوليك (القرن 15)
عندما استلم الملكان الكاثوليكيان إيزابيلا الأولى وفرناندو الثاني بدآ سياسة محددة لتقليل قوة البرجوازية والنبلاء، بحيث قلصا بقوة سلطات الكورتيس إلى النقطة التي ينفذون فيها رغبات الملك وأبقوا النبلاء إلى جانبهم. أحد أهم النقاط الاحتكاك الرئيسية بين الكورتيس والملوك كانت قوة رفع وخفض الضرائب، حيث كانت هي المسألة الوحيدة التي تحت سيطرة الكورتيس المباشرة؛ فعندما أرادت الملكة إيزابيلا أن تمول رحلات كريستوفر كولومبوس واجهت قتال صعب مع البرجوازية للحصول على موافقة الكورتيس.

### الحقبة الإمبريالية (القرن 16-17)
كان دور الكورتيس الأساسي خلال الإمبراطورية الإسبانية هو المصادقة على قرارات الملك. إلا أن لديهم بعض السلطة على شؤون الأمريكتين والأمور الاقتصادية خاصة الضرائب. وكان العصر الذهبي الإسباني للفنون والأدب إلا أنه مظلم في السياسة الإسبانية: فقد أعلنت هولندا الاستقلال وبدأت بالحرب، ففي حين لم يحكم بعض ملوك هابسبورغ الإسبان البلاد بل تركوا تلك المهمة بيد الحكام المحليين الذين حكموا باسمهم، وأكثرهم شهرة هو دوق أوليفارز نائب الملك فيليب الرابع. وقد سمح ذلك للكورتيس أن يكون أكثر تأثيرا، حتى عندما لم يعارضوا قرارات الملك المباشرة (أو قرارات نائب الملك).

### برلمان أراغون ونافارا

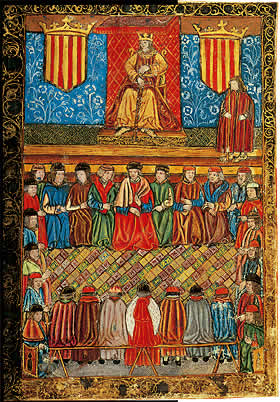
اجتماع للكورتيس الكاتالوني في القرن 15. كانت إسبانيا موحدة تحت حكم كارلوس الأول (الخامس في الإمبراطورية الرومانية المقدسة) عروش قشتالة وأراغون في 1516؛ فإن الأقاليم الإسبانية المختلفة احتفظت بدرجات مختلفة من الحكم الذاتي ولم يكن الحكم مركزي تماما حتى تم إقرار أول دستور حديث لها في 1812.

تمتعت بعض كيانات أراضي تاج أراغون (أراغون وكاتالونيا وفالنسيا) ومملكة نافار بالحكم الذاتي حتى ألغت مراسيم نويفا بلانتا لسنة 1707 استقلالها ووحدت أراغون مع قشتالة في ولاية إسبانية مركزية. تم اكتمال إلغاء الحكم الذاتي لأراغون بحلول 1716، في حين حافظت نافار على استقلالها حتى تقسيم أقاليم إسبانيا 1833. وهي الوحيدة حاليا من الأراضي الإسبانية ارتبط وضعها بالدولة الإسبانية بقانون الامتيازات القديم: فقد حددها نظام الحكم الذاتي واعترف بوضعها الخاص، ولكن اعترف أيضا بسيادة الدستور الإسباني عليها.
فالبرلمان أو الكورتيس موجود في كل من مملكة أرغون وكاتالونيا وفالنسيا ونافار. ويعتقد أن تلك الهيئات التشريعية مارست سلطة محلية أكثر واقعية مما مارسه كورتيس قشتالة. كما أن لديها مجالس تنفيذية التي هي مكلفة منذ البداية بالإشراف على تنفيذ القرارات الصادرة من الكورتيس. ومع ذلك فطوال فترة حكم سلالتي هابسبورغ وبوربون ضغط التاج لمزيد من المركزية، وإنفاذ موقف موحد في الشؤون الخارجية وتقوية مجالس خارج سيطرة كورتيس الممالك العديدة. وهكذا فإن الكورتيس الإسباني لم يتطور نحو نظام برلماني كما في الحالة البريطانية، ولكن نحو اقرار مطور للمراسيم الملكية. وإن حاول الكورتيس من وقت لآخر تأكيد سيطرته على قضايا الميزانية، وبدرجات متفاوتة من النجاح.

### مجلس قادس (1808-1814) وسنوات الليبرالية الثلاث (1820-1823)
قاد مجلس قادس حكومة المنفى بعدما سيطرت فرنسا التي حكمها نابليون على معظم إسبانيا. وخلال حرب شبه الجزيرة بعد 1808 وجد الكورتيس ملجئا له في مدينة قادس الساحلية المحصنة. فتجمعت البرلمانات المحلية في قادس، ولكن نظرا لعدم تمكن العديد من المحافظات من إرسال ممثلين بسبب الاحتلال الفرنسي فتم اختيار البدائل بين سكان المدينة - وبالتالي سمي بمجلس النواب. وهيمنت الفصائل الليبرالية على المجلس ودفعته لإصدار الدستور الإسباني لعام 1812، إلا أن فيرناندو السابع رفضه بعد عودته إلى الحكم سنة 1814 واعاد الحكم الرجعي، مما جعل الدستور رمزا للحركات الليبرالية في اسبانيا. وجرت عدة محاولات انقلاب عسكرية، حتى نجح العقيد رافائيل ديل ريغو وأجبر الملك على قبول الدستور الليبرالي، فجرى حكم الثلاث سنوات الليبرالي (Trienio Liberal). حاول الملك بكل ما في وسعه لعرقلة الحكومة (فيتو ضد كل قانون تقريبا) وطلب أيضا المساعدة من التحالف المقدس لغزو بلده واستعادة سلطته المطلقة. وأخيرا استقبل جيشا فرنسيا (حملة مئة ألف من أبناء سانت لويس) لم يقابل إلا بعض المقاومة في المدن الليبرالية لكنه سحق الميليشيات الوطنية بسهولة وأجبر الكثير من الليبراليين على الخروج إلى المنفى. في الفترة الثانية المطلقة حتى وفاته في 1833 كان فيرناندو السابع أكثر حذرا ولم يحاول استعادة كاملة نظامه الرجعي القديم.

### الجمهورية الإسبانية الأولى (1873-1874)
عندما أطيح بالملكية سنة 1873 ونفيت ملكة إسبانيا، وألغي مجلس الشيوخ بسبب طبيعته المعينة محليا، ثم أعلن عن الجمهورية وبدأ أعضاء مجلس النواب في كتابة دستور يفترض أن يكون في جمهورية اتحادية مع السلطة العليا للبرلمان، على الرغم من أن إسبانيا لم تستخدم نظام وستمنستر). ومع ذلك وبسبب العديد من المشاكل فقد كانت إسبانيا غير مستعدة أن تصبح جمهورية؛ بعد عدة أزمات انهارت الجمهورية، واستعيد النظام الملكي في 1874.

### عودة البوربون (1874-1931)
سمي النظام الحاكم بعد انهيار الجمهورية الأولى بعودة البوربون وأضحت رسميا ملكية دستورية، وكان دور الملك هو المصادقة على قرارات الكورتيس ولكن ببعض السلطات الاحتياطية مثل تعيين رئيس الوزراء وفصله وتعيين أعضاء مجلس الشيوخ في مجلس الشيوخ وإعادة تشكيله عند انتخابه.
بعد فترة وجيزة من الثورة السوفياتية (1917) بدأت الأحزاب السياسية الإسبانية بالاستقطاب، وبدا الحزب الشيوعي اليساري (PCE) وحزب العمال الاشتراكي الإسباني (PSOE) بلوم الحكومة لتزويرها الانتخابات القرى الصغيرة عن طريق الزعماء المحليين والتي فشلت حركات التجدد بإلغائها في عقد 1900. ولكن بالمقابل بدأ العنف يزداد حيث قتل العديد من القادة الأحزاب. فحرمان النظام من هؤلاء الزعماء قد ادخلها في أزمة عامة، وكذلك تدابير الشرطة المتطرفة التي أدت إلى ديكتاتورية (1921-1930) تم خلالها إلغاء مجلس الشيوخ مرة أخرى.

### الجمهورية الإسبانية الثانية (1931–1939)
دعت الحكومة الدكتاتورية التي قادها الأدميرال أزنار كابانياس إلى إجراء استفتاء حول شكل الدولة. فكانت النتائج على الصعيد الوطني مواتية بقوة للقضية الملكية ولكن في معظم عواصم المقاطعات والمدن الأخرى الكبيرة قد انحازت بشدة للجمهوريين. وقد فُسِّر هذا على أنه نصر، حيث كانت النتائج الريفية تحت شك دائم بوجود الكاسكيس وعدا المخالفات الأخرى بينما كانت النتائج الحضرية أكثر صعوبة في التأثير. غادر الملك إسبانيا وأعلنت الجمهورية الاسبانية الثانية في 14 أبريل 1931 باعتبارها جمهورية رئاسية مع برلمان أحادي المجلس ورئيس الجمهورية وهو رئيس الدولة. وكان من بين سلطاته تعيين رئيس الوزراء وإقالته إما بناء على نصيحة البرلمان أو كان تلقى استشارة من قبل وله وقوة محدودة في حل البرلمان والدعوة إلى انتخابات جديدة.
كانت الفترة الأولى هي الفترة التأسيسية المكلفة بإعداد الدستور الجديد وتعيين الوزير السابق في الحكومات الملكية نيكيتو الكالا زامورا رئيسًا للجمهورية والزعيم اليساري مانويل أثانيا رئيسًا للوزراء. فنال في الانتخابات الغالبية في كورتيس وبالتالي فإن الحكومة تشكلت من ائتلاف بين حزب أثانيا وحزب العمال الاشتراكي الإسباني. وهناك عمل ملحوظ في الاقتراع العام هو السماح للنساء بالتصويت، وهو بند انتقده الزعيم الاشتراكي إنداليسيو برييتو، الذي قال إنه طعن بظهر الجمهورية. وأيضا وللمرة الثانية في تاريخ إسبانيا فقد منحت بعض الأقاليم حكم ذاتي داخل الدولة الموحدة. وظهر الكثير من اليمينيين المتطرفين مع الجنرال خوسي سانخورخو في محاولته الانقلابية سنة 1932 ضد السياسات الاجتماعية للحكومة، لكن المحاولة سرعان ماأحبطت.
جرت الجولة الثانية للانتخابات في 1933 وفاز بها ائتلاف الحزب الراديكالي (الوسط) والاتحاد الإسباني لليمين المستقل (سيدا) (إلى اليمين). في البداية دخل الحزب الراديكالي الحكومة وحده بدعم برلماني من سيدا. ولكن بدأت الفضائح تطفو خلال الدورة البرلمانية. فظهرت العديد من فضائح الفساد (من بينها قضية سترابيرلو التي اغرقت الحزب الراديكالي فدخل اتحاد سيدا الحكومة في 1934. ولكن هذا أدى إلى انتفاض بعض الأحزاب اليسارية التي أخمدها بسرعة. ومنها تمرد الحكومة اليسارية في كاتالونيا -التي مُنحت الحكم الذاتي- رسميا ضد الحكومة المركزية رافضا سلطتها. فكانت ردة الفعل هي حل «دي كاتالونيا» وسجن قادتهم. ثم ضغطت الأقلية اليسارية في الكورتيس على الكالا زامورا مطالبة بحل البرلمان بحجة أن التمرد كانت نتيجة الرفض الاجتماعي لحكومة اليمين. وخوفا من استبداد اليمين قام الرئيس وهو وزير ملكي سابق بحل البرلمان.
ثم جرت الانتخابات التالية في 1936. فكانت المنافسة عليها شديدة حيث كونت جميع الأحزاب ثلاثة تحالفات: الجبهة الشعبية اليسارية والجبهة الوطنية اليمينية والائتلاف المركزي. وفازت بالنهاية الجبهة الشعبية بفارق ضئيل في الأصوات على الجبهة الوطنية لكنها حققت أغلبية قوية بسبب النظام الانتخابي الجديد الذي قدمته حكومة CEDA على أمل أن يحصلوا على التفوق في التصويت. فعزل البرلمان الجديد الكالا زامورا وقام بتعيين مانويل أثانيا مكانه. خلال الفصل الثالث بدا الاستقطاب المجتمع الأسباني المتطرف يظهر في أكثر من أي وقت مضى في البرلمان بحيث وصلت المواجهة إلى مستوى التهديد بالقتل. تفاقم المناخ السياسي والاجتماعي السيء أصلاً الذي أوجدته المواجهة بين اليمين واليسار على المدى الطويل، وبدأ تمرد الجناح اليميني يطفو على السطح. ثم في 1936 فشلت محاولة انقلاب الجيش في الحرب الأهلية الإسبانية مما وضع نهاية للجمهورية الثانية.

### فرانكو: كورتيز إسبانيول (1931–1939)
كانت نية فرانسيسكو فرانكو -وحرصاً على كلمته- هي استبدال نظام الأحزاب غير المستقرة بـ «ديمقراطية أساسية» يمكن أن يشارك فيها الناس مباشرة في سياسة البلاد بدون تدخل الأحزاب.
عمل المشرع الأسباني بشكل أساسي بدون دستور من سنة 1939 حتى 1942 بمجلس وطني مكون من 100 عضو من الفلانخ (على غرار المكتب السياسي للحزب الشيوعي السوفييتي أو المجلس الأعلى للفاشية في إيطاليا) ليحل محل الجمعية العامة إلى أجل غير مسمى. ثم أنشأ القانون الأساسي لسنة 1942 هيئة تشريعية من مجلس وحيد (سميت ب«الكورتيز») تألفت من أكثر من 400 نائب (الإسبانية: procurador). وأعضاء الكورتيز هم أعضاء معينيين وسلطتهم رمزية. لم يكن لديهم سلطة على الإنفاق الحكومي. أما الحكومة فيعينها ويرفضها فرانكو وحده فلهم سلطة تشريعية حقيقية. في حالات «التعديلات الجدية» للدستور أُجريت الاستفتاءات التي سمح فيها فقط لأرباب الأسر (بما في ذلك الأرامل) بالتصويت. وشكلت مجالس مدن عديمة السلطة من خلال إجراءات مماثلة.

## كورتيس خينيراليس بعد دستور 1978

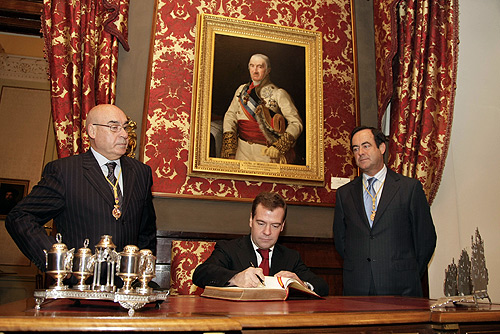
الرئيس الروسي ديمتري ميدفيديف يوقع على كتاب الضيوف الكرام في كورتيس خينيراليس في مدريد في 3 مارس 2009.

يتألف البرلمان الإسباني من مجلسين مؤلفين وهما: مجلس النواب أو الكونغرس (Congreso de los Diputados) ومجلس الشيوخ (Senado). وبالرغم من أن المجلسان يتقاسم السلطة التشريعية إلا أن الكونغرس يملك السلطة لتجاوز أي قرار لمجلس الشيوخ بأغلبية كافية (عادة ما تكون الأغلبية المطلقة أو أغلبية ثلاثة أخماس).
يتألف الكونغرس من 350 نائبًا (لكن هذا الرقم متغير حيث نص الدستور على 400 حد أقصى و 300 حد أدنى) منتخبين بشكل مباشر بالاقتراع العام كل أربع سنوات تقريبًا.
ينتخب مجلس الشيوخ جزئياً بشكل مباشر (القاعدة العامة هي أربعة أعضاء من مجلس الشيوخ لكل مقاطعة) ويتم تعيينهم جزئياً (من قبل المجالس التشريعية لمناطق الحكم الذاتي، واحد لكل منطقة وآخر لكل مليون نسمة من سكانها). على الرغم من أن مجلس الشيوخ كان يُصنَف على أنه مجلس إقليمي إلا أن الأحزاب القومية وحزب العمال الاشتراكي الإسباني قالوا إنه لا يحقق مثل هذه المهمة لأن 208 من أصل 266 من أعضاء مجلس الشيوخ يتم انتخابهم عن طريق التصويت الشعبي في كل مقاطعة. و 58 فقط هم ممثلون تعينهم الهيئات التشريعية الإقليمية للمجتمعات المحلية المستقلة. نوقشت مقترحات لإصلاح مجلس الشيوخ لعشر سنوات على الأقل حتى نوفمبر 2007. وأحد الموضوعات الرئيسية للإصلاح هو التحرك نحو مستوى أعلى من الفيدرالية وجعل مجلس الشيوخ يمثل تمثيلاً شاملاً للمناطق الحكم الذاتي بدلاً من النظام الحالي الذي يحاول دمج مصالح المقاطعة مع مناطق الحكم الذاتي.